# Mayer Zsófia
Mayer Zsófia (2005. január 5. –) magyar női válogatott labdarúgó, a Puskás Akadémia középpályása.

## Pályafutása

### Klubcsapatokban
Mindössze 15 évesen léphetett pályára első alkalommal a magyar élvonalban 2020. május 28-án a Diósgyőri VTK ellen.
A 2020–21-es idényben 20 meccsen 5 gólt szerzett és a szezon felfedezettjének választották.

### A válogatottban
2022. szeptember 2-án  a Spanyolország elleni világbajnoki selejtező mérkőzésen a kispadon kapott helyet a felnőttek között, azonban pályára nem lépett. Pár nappal később, szeptember 5-én góllal debütált a Gibraltár elleni mérkőzésen.
2022 óta 2 alkalommal szerepelt a válogatottban és 1 gól lőtt.

## Sikerei

### Egyéni
Az Év felfedezettje (1): 2021

## Statisztikái

### Klubcsapatokban
2023. március 26-ával bezárólag
| Klub             | Szezon           | Bajnokság | Bajnokság | Kupa  | Kupa | Nemzetközi | Nemzetközi | Össz. | Össz. |
| Klub             | Szezon           | Mérk.     | Gól       | Mérk. | Gól  | Mérk.      | Gól        | Mérk. | Gól   |
| ---------------- | ---------------- | --------- | --------- | ----- | ---- | ---------- | ---------- | ----- | ----- |
| MTK Budapest     | 2019–20          | 4         | 0         | 0     | 0    | 0          | 0          | 4     | 0     |
| MTK Budapest     | 2020–21          | 17        | 4         | 3     | 1    | 0          | 0          | 20    | 5     |
| MTK Budapest     | Összesen         | 21        | 4         | 3     | 1    | 0          | 0          | 24    | 5     |
| Puskás Akadémia  | 2021–22          | 19        | 7         | 0     | 0    | 0          | 0          | 19    | 7     |
| Puskás Akadémia  | 2022–23          | 13        | 6         | 3     | 2    | 0          | 0          | 16    | 8     |
| Puskás Akadémia  | Összesen         | 32        | 13        | 3     | 2    | 0          | 0          | 35    | 15    |
| Karrier összesen | Karrier összesen | 53        | 17        | 6     | 3    | 0          | 0          | 59    | 20    |

### A válogatottban
2022. szeptember 6-ával bezárólag
| Válogatott   | Szezon   | Mérk. | Gól |
| ------------ | -------- | ----- | --- |
| Magyarország |          |       |     |
| 2022         | 1        | 1     |     |
| Összesen     | Összesen | 1     | 1   |

### Mérkőzései a válogatottban
| Magyarország | Magyarország        | Magyarország                        | Magyarország | Magyarország | Magyarország | Magyarország | Magyarország | Magyarország |
| #            | Dátum               | Helyszín                            | Hazai        | Eredmény     | Vendég       | Kiírás       | Gólok        | Esemény      |
| ------------ | ------------------- | ----------------------------------- | ------------ | ------------ | ------------ | ------------ | ------------ | ------------ |
| 1.           | 2022. szeptember 5. | Victoria Stadion, Gibraltár         | Gibraltár    | 0 – 12       | Magyarország | barátságos   | 1            | 78'          |
| 2.           | 2022. november 11.  | Szombathely, Haladás Sportkomplexum | Magyarország | 3 – 0        | Üzbegisztán  | barátságos   | -            | 86'          |
|              | Összesen            |                                     |              | 2            | mérkőzés     |              | 1            | gól          |